# Antonie Schläger

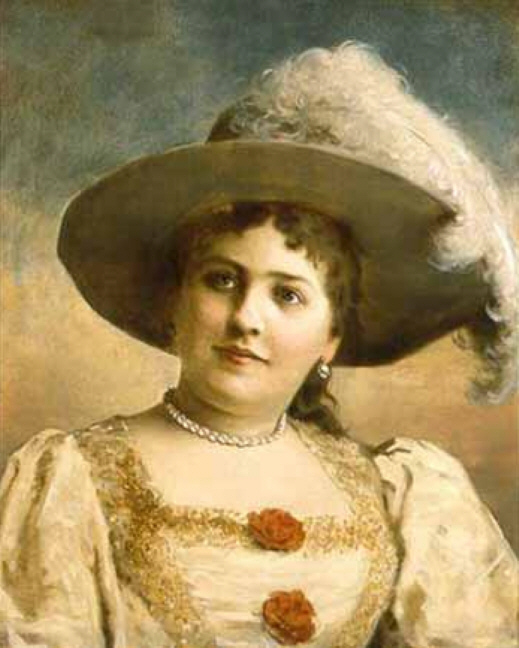
Porträt Antonie Schläger (Ernst Klimt zugeschrieben)

Antonie Schläger (* 4. Mai 1859 in Simmering; † 29. August 1910 in Türnitz-Steinbachrotte), auch: Toni Schläger, eigentlich: Antonie Lautenschläger, war eine österreichische Opernsängerin (Sopran und Mezzosopran).

## Leben
Schläger wuchs als Tochter eines Greißler-Ehepaars in dürftigen Verhältnissen auf und war anfangs Arbeiterin in einer Schriftgießerei. 1877 wurde sie Choristin am Carltheater. Da dem Kapellmeister und Operettenkomponisten Johann Brandl (1835–1913) ihre Stimme aufgefallen war, erhielt sie von ihm unentgeltlichen Gesangsunterricht. Am 29. Oktober 1879 debütierte sie am Carltheater in Charles Lecocqs Operette Hundert Jungfrauen. Von der Operette gelangte sie zur Oper, wo sie 1882 als Valentine in der Oper Die Hugenotten von Giacomo Meyerbeer an der Wiener Hofoper ihr Debüt feierte. Sie war von 1883 bis 1896 Ensemblemitglied des Hauses und sang dort unter anderem die Hauptrollen Leonore (Fidelio), Aida, Desdemona (Otello), Santuzza (Cavalleria rusticana) und Brünnhilde (Ring des Nibelungen). Ihr Schwerpunkt lag auf Werken Meyerbeers, Giuseppe Verdis und Richard Wagners. Insgesamt umfasste ihr Repertoire 42 Opern. Mit k. u. k. Entschließung vom 26. Dezember 1896 wurde sie zur Kammersängerin ernannt.
Antonie Schläger, die während ihres 14 Jahre dauernden Engagements an der k.k. Hofoper zur Primadonna aufgestiegen war, gab am 30. Dezember 1896 ihre Abschiedsvorstellung. Das frühe Ende der Laufbahn am Hofoperntheater hatte sich bereits ab April 1892 abzuzeichnen begonnen, als Schläger infolge einer spontanen und unerwarteten Um- bzw. Absetzung eine Unmutsäußerung von sich gab, die Hofkapellmeister Hans Richter (1843–1916) bleibend gegen sie einnahm und zu einer fortschreitenden Verschlechterung des Arbeitsverhältnisses führte. Die in Ungnade Gefallene wurde vonseiten der Bühne auch wegen ihrer zunehmenden Leibesfülle kritisiert, die dem in der Oper sich vollziehenden Wandel in der Darstellung angeblich entgegenstand.
Antonie Schläger war ab 8. August 1894 mit dem bekannten, zeitweise dem Militär-Reitlehrer-Institut zugeteilten Reiteroffizier aus dem k.u.k. Dragonerregiment „Kaiser Franz I.“ Nr. 1 Victor Ritter von Theumer verheiratet. Sie besaß von 1893 bis 1901 in Mauer (bei Wien), Hauptstraße 1, eine Villa, in der sie ab Eheschließung ganzjährig lebte. In ihrer Heimat Simmering betätigte sie sich als Wohltäterin für die Armen, zu deren Gunsten sie auch Konzerte gab.
1910 starb sie auf ihrem als Restauration geführten Gut Gstettenhof im gleichnamigen Dorf der Katastralgemeinde Steinbachrotte bei Türnitz (heute: Mariazellerstraße 71 und 71 a, Türnitz). Sie wurde auf dem Türnitzer Ortsfriedhof beerdigt. An ihrem (1957 abgetragenen) Geburtshaus in der Simmeringer Hauptstraße 95, dem sogenannten Fink-Haus, befand sich eine Gedenktafel zu ihren Ehren, die heute im Bezirksmuseum Simmering aufbewahrt wird. 1933 benannte man die Schlägergasse in Wien-Hietzing und 1954 die Lautenschlägergasse in Wien-Simmering nach ihr.